# 蘇原早苗町
蘇原早苗町（そはらさなえちょう）は、岐阜県各務原市の地名。丁番を持たない単独町名である。

## 地理
各務原市の蘇原地区に属する。
町域の東部は蘇原旭町、西部は蘇原沢上町、南部は蘇原月丘町、北部は蘇原柿沢町に接する。
かつての稲葉郡蘇原町三柿野の一部であり、地名は蘇原町三柿野の頃からの通称に因む。
道路
- 早苗通り
- 蘇原中央通り

## 歴史
この地域は稲葉郡蘇原村大字三柿野の一部であった。軍需工場の労働者の増加による人口増で大字三柿野には市街地が形成され、1943年（昭和18年）4月1日には蘇原村が町制施行し蘇原町となる。市街地となった大字三柿野では通称地名が付けられ、この地域は早苗町と呼ばれるようになる。
1963年（昭和38年）4月1日、蘇原町は那加町、鵜沼町、稲羽町と合併し各務原市が発足すると、大字三柿野から分立し蘇原早苗町が成立。

## 世帯数と人口
2024年（令和6年）10月1日現在の世帯数と人口は以下の通りである。
| 丁目       | 世帯数  | 人口  |
| ---------- | ------- | ----- |
| 蘇原早苗町 | 106世帯 | 236人 |

## 小・中学校の学区
市立小・中学校に通う場合、学区は以下の通りとなる。尚、蘇原早苗町の自治会は柿沢2自治会である。
| 番・番地等 | 小学校                   | 中学校               |
| ---------- | ------------------------ | -------------------- |
| 全域       | 各務原市立蘇原第二小学校 | 各務原市立蘇原中学校 |